# Шемпетер-Вртойба
Община Шемпетер-Вртойба (словен. Občina Šempeter - Vrtojba) — одна з общин в західній  Словенії. Община заснована в 1998 році й включає в себе місто Шемпетер-при-Гориці і прилегле село Вртойба, які знаходяться на італійському кордону. У даний час община Шемпетер-Вртойба утворює єдину безперервну міську територію з сусідніми містами Нова Гориця та Гориція. З травня 2011 року ці три муніципалітети були об'єднані в спільну транскордонну столичну зону, у віданні спільної адміністративної ради.

## Характеристика
Община знаходиться серед родючих полів. Середземноморський клімат дозволяє вирощування ранні овочі, фрукти та квіти.

## Населення
У 2010 році в общині проживало 6368 осіб, 3205 чоловіків і 3163 жінок. Чисельність економічно активного населення (за місцем проживання), 2612 осіб. Середня щомісячна чиста заробітна плата одного працівника (EUR), 988,38 (в середньому по Словенії 966,62). Приблизно кожен другий житель у громаді має автомобіль (62 автомобіля на 100 жителів). Середній вік жителів склав 43,4 років (в середньому по Словенії 41,6).